# Pseudoipoaldosteronismo
Lo pseudoipoaldosteronismo (PHA) è una condizione che mima l'ipoaldosteronismo.

## Pseudoipoaldosteronismo di tipo 1
Lo pseudoipoaldosteronismo di tipo 1 (PHA1) è caratterizzato da una resistenza primitiva ai mineralcorticoidi, a esordio infantile, a cui si associa la perdita di sali minerali a livello renale, difficoltà nella crescita e disidratazione.
Si differenzia in due forme cliniche:
- renale (o autosomica dominante, AD);
- generalizzata (o autosomica recessiva, AR).

### PHA1AD renale
Lo pseudoipoaldosteronismo di tipo 1 renale, o autosomico dominante (PHA1AD), è una forma leggera di resistenza primaria ai mineralcorticoidi, limitata ai reni. Ha una prevalenza stimata di 1 su 80 000 neonati.
La causa di tale forma è da ricercarsi in una risposta anomala dei tubuli renali all'aldosterone, secondaria alle mutazioni eterozigoti inattivanti del gene NR3C2, codificante per il recettore dei mineralcorticoidi.

### PHA1AR generalizzato
Lo pseudoipoaldosteronismo di tipo 1 generalizzato, o autosomico recessivo (PHA1AR), è una forma grave di resistenza primaria ai mineralcorticoidi, con coinvolgimento sistemico e perdita di sali nei diversi organi target dell'aldosterone (compresi rene, colon e ghiandole sudoripare e salivari).
È causato da mutazioni dei geni SCNN1A, SCNN1B e SCNN1G, codificanti rispettivamente per le subunità α, β e γ di ENaC, il canale epiteliale del sodio. Le mutazioni di SCNN1A sono più comuni.

## Pseudoipoaldosteronismo di tipo 2
Lo pseudoipoaldosteronismo di tipo 2 (PHA2), o sindrome di Gordon, è  caratterizzato da ipertensione in età adulta, mentre fin dall’infanzia sono presenti iperkaliemia, acidosi metabolica ipercloremica lieve e bassi livelli di renina.
È dovuto a mutazioni del gene WNK1 (cromosoma 12) e del gene WNK4 (cromosoma 17). Questi geni codificano per WNK1 e WNK4 – chinasi serina-treonina della famiglia WNK (with no lysine [K]) – che regolano i cotrasportatori NCC (sodio-cloro) e NKCC2 (sodio-potassio-cloro) e il canale del potassio ROMK nei tratti distali dei tubuli renali. Quando mutati, si verifica un aumento del riassorbimento di sodio e cloro e una riduzione della secrezione di potassio, essendo ROMK responsabile del suo trasporto nel lume.
Il termine "pseudoipoaldosteronismo" è stato storicamente utilizzato per descrivere una condizione di iperkaliemia persistente nonostante la presenza di livelli sierici normali o elevati di aldosterone. Il termine era inizialmente usato per descrivere la condizione che adesso prende il nome di PHA1 (iperkaliemia, elevato aldosterone sierico e ipovolemia).
Pertanto, il termine "pseudoipoaldosteronismo" è un termine improprio nel contesto dello PHA2, poiché gli individui sono affetti da iperkaliemia, come nello PHA1, ma si differenzia da quest'ultimo per la presenza di ipertensione (anziché ipovolemia). Per questo motivo si preferisce parlare di ipertensione iperkaliemica familiare (FHHt).